# Daniil Fomine
Daniil Dmitriévitch Fomine (en russe : Дании́л Дми́триевич Фоми́н), né le 2 mars 1997 à Tikhoretsk en Russie, est un footballeur international russe. Il joue au poste de milieu défensif au Dynamo Moscou.

## Biographie

### FK Krasnodar
Formé par le FK Krasnodar, Daniil Fomine joue son premier match en professionnel le 21 septembre 2016, lors d'une rencontre de coupe de Russie face au FK Spartak Naltchik. Il est titularisé puis remplacé à l'heure de jeu par Iouri Gazinski lors de ce match qui se solde par la victoire des siens (0-2). Il s'agit de sa seule apparition avec l'équipe première du FK Krasnodar.

### Nijni Novgorod
De 2017 à 2019 Daniil Fomine est prêté au FK Nijni Novgorod où il fait deux saisons pleines en deuxième division russe.

### FK Oufa
Le 29 juin 2019 Daniil Fomine s'engage avec le FK Oufa. Avec cette équipe il fait ses débuts en Premier-Liga, jouant son premier match le 13 juillet 2019 lors de la première journée de la saison 2019-2020 contre le FK Oural Iekaterinbourg. Il se distingue en inscrivant également son premier but ce jour-là mais son équipe s'incline sur le score de trois buts à deux. Il est à nouveau buteur le 27 juillet suivant en ouvrant le score lors de la victoire en championnat de son équipe face au Krylia Sovetov Samara (2-1).

### Dynamo Moscou
Le 3 août 2020 Daniil Fomine signe en faveur du Dynamo Moscou, en s'engageant pour un contrat de cinq ans.
Le 31 juillet 2021, il se fait remarquer en réalisant son premier doublé pour le Dynamo, lors d'une rencontre de championnat face à son ancien club, le FK Oufa. Il est titularisé et son équipe s'impose par trois buts à deux.

### Carrière internationale
Daniil Fomine joue son premier match avec l'équipe de Russie espoirs le 27 mai 2017 face à l'Ouzbékistan en étant titularisé lors d'une rencontre prolifique en buts, remportée par les Russes sur le score de quatre buts à trois.
En novembre 2019 il est convoqué pour la première fois par le sélectionneur Stanislav Tchertchessov pour les matchs de l'équipe nationale de Russie. Il ne joue toutefois aucun match lors de ce rassemblement et doit finalement attendre le 11 octobre 2020 pour faire ses débuts en sélection à l'occasion d'un match de Ligue des nations face à la Turquie.

## Statistiques
| Saison                | Club                     | Championnat           | Championnat | Championnat | Coupe(s) nationale(s) | Coupe(s) nationale(s) | Compétition(s) continentale(s) | Compétition(s) continentale(s) | Compétition(s) continentale(s) | Total | Total |
| Saison                | Club                     | Division              | M.          | B.          | M.                    | B.                    | Comp.                          | M.                             | B.                             | M.    | B.    |
| 2016-2017             | FK Krasnodar             | D1                    | -           | -           | 1                     | 0                     | -                              | -                              | -                              | 1     | 0     |
| Sous-total            | Sous-total               | Sous-total            | -           | -           | 1                     | 0                     | -                              | -                              | -                              | 1     | 0     |
| 2017-2018             | FK Nijni Novgorod (prêt) | D2                    | 31          | 3           | 3                     | 0                     | -                              | -                              | -                              | 34    | 3     |
| 2018-2019             | FK Nijni Novgorod (prêt) | D2                    | 33          | 5           | 3                     | 0                     | -                              | -                              | -                              | 36    | 5     |
| Sous-total            | Sous-total               | Sous-total            | 64          | 8           | 6                     | 0                     | -                              | -                              | -                              | 70    | 8     |
| 2019-2020             | FK Oufa                  | D1                    | 27          | 6           | 2                     | 0                     | -                              | -                              | -                              | 29    | 6     |
| Sous-total            | Sous-total               | Sous-total            | 27          | 6           | 2                     | 0                     | -                              | -                              | -                              | 29    | 6     |
| 2020-2021             | Dynamo Moscou            | D1                    | 29          | 6           | 2                     | 1                     | C3                             | 1                              | 0                              | 32    | 7     |
| 2021-2022             | Dynamo Moscou            | D1                    | 29          | 10          | 6                     | 2                     | -                              | -                              | -                              | 35    | 12    |
| 2022-2023             | Dynamo Moscou            | D1                    | 16          | 3           | 6                     | 0                     | -                              | -                              | -                              | 22    | 3     |
| Sous-total            | Sous-total               | Sous-total            | 74          | 19          | 14                    | 3                     | -                              | 1                              | 0                              | 89    | 22    |
| Total sur la carrière | Total sur la carrière    | Total sur la carrière | 165         | 33          | 23                    | 3                     | -                              | 1                              | 0                              | 189   | 36    |

## Palmarès
Dynamo Moscou
- Finaliste de la Coupe de Russie en 2022.